# Distrito electoral de Petersburg South n.º 15
Petersburg South No. 15 (en inglés: Petersburg South No. 15 Precinct) es un distrito electoral ubicado en el condado de Menard en el estado estadounidense de Illinois. En el Censo de 2010 tenía una población de 1259 habitantes y una densidad poblacional de 38,71 personas por km².

## Geografía
Petersburg South n.º 15 se encuentra ubicado en las coordenadas 39°59′40″N 89°53′51″O / 39.99444, -89.89750. Según la Oficina del Censo de los Estados Unidos, Petersburg South n.º 15 tiene una superficie total de 32.53 km², de la cual 31.81 km² corresponden a tierra firme y (2.19%) 0.71 km² es agua.

## Demografía
Según el censo de 2010, había 1259 personas residiendo en Petersburg South n.º 15. La densidad de población era de 38,71 hab./km². De los 1259 habitantes, Petersburg South n.º 15 estaba compuesto por el 98.33% blancos, el 0.48% eran afroamericanos, el 0.24% eran amerindios, el 0.48% eran asiáticos, el 0% eran isleños del Pacífico, el 0.24% eran de otras razas y el 0.24% pertenecían a dos o más razas. Del total de la población el 0.95% eran hispanos o latinos de cualquier raza.